# Musée préfectoral Chikatsu Asuka d'Osaka
Le musée préfectoral Chikatsu Asuka d'Osaka (大阪府立近つ飛鳥博物館, Ōsaka Furitsu Chikatsu Asuka Hakubutsukan) est un musée préfectoral situé dans le bourg de Kanan, dans la préfecture d'Osaka, au Japon. Il est consacré à la culture des kofun et à la région de Chikatsu Asuka au cours des périodes Kofun et d'Asuka.

## Les collections et l'organisation du musée

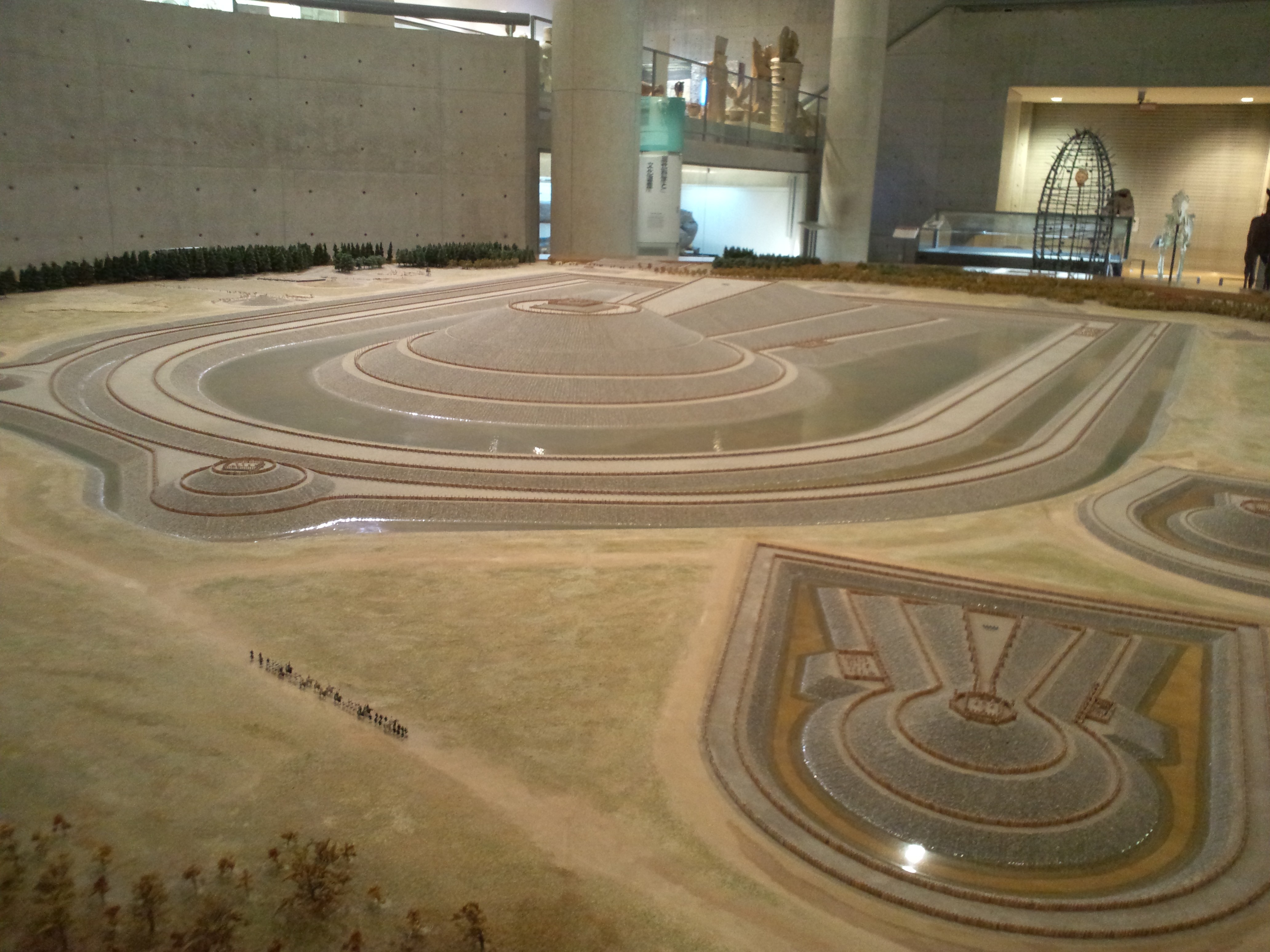
Maquette du kofun Daisenryō dans la salle d'exposition.

La région Chikatsu Asuka est documentée pour la première fois dans le Kojiki.
Le parc historique Chikatsu Asuka Fudoki-No-Oka contient plus de deux cents tertres funéraires, dont quatre tombes impériales, ainsi que celles du prince Shōtoku et de Ono no Imoko.
La salle d'exposition est divisée en trois sections :
- l'influence étrangère pendant les périodes Kofun et Asuka ;
- les kofun et les origines de l'ancien royaume Yamato ;
- les techniques de constructions des kofun et l'application de la science au patrimoine culturel du Japon[4].

Le musée accueille aussi régulièrement des expositions temporaires sur les fouilles archéologiques dans la préfecture d'Osaka.

## Architecture
Conçu par Tadao Andō, le musée a ouvert ses portes en 1994.
Au milieu de la nature, le musée a été pensé comme une colline artificielle, un "kofun" moderne, d'où l'on peut regarder le paysage environnant et les tumulus du parc voisin. Son toit en escalier peut aussi servir de gradins pour des spectacles en plein air ou des concerts. Quant à l'intérieur, on a voulu donner aux visiteurs l'impression d'entrer dans un kofun pour y voir les objets exposés.